# Kofi Annan
Kofi Atta Annan (født 8. april 1938 i Kumasi, Ghana, død 18. august 2018) var den syvende FN-generalsekretær og den første valgt fra FN's egne rækker. Han beklædte posten fra 1. januar 1997 til 31. december 2006. Sammen med FN fik han Nobels fredspris i 2001.

## Baggrund
Kofi er et traditionelt navn indenfor fante-stammen og ewé-stammen og betyder født på en fredag.
Kofi Annan startede sine universitetsstudier i sin fødeby. Han fortsatte studiene ved Macalester College i Saint Paul i Minnesota, USA (1961) og Institut universitaire des hautes études internationales i Genève, Schweiz, (1961-62). Disse studier gav ham en kandidatgrad i økonomi. Han studerede senere ved Massachusetts Institute of Technology i USA (1971-72), hvorfra han opnåede en naturvidenskabelig mastergrad.

### Privat
Han blev gift med svenske Nane Maria (f. Lagergren) i 1984. Parret har tre børn fra tidligere ægteskab: Ama, Kojo og Nina.

## Karriere i FN
Kofi Annan begyndte at arbejde i Verdenssundhedsorganisationen i 1962 og var der frem til 1974 og igen fra 1976 til 1996. 1. januar 1996 blev han som den første sorte afrikaner valgt til generalsekretær i FN, og i 2001 blev han genvalgt til en ny periode som FN's øverste leder. Valget var således utraditionelt, ligesom hans genvalg var det, idet FN har for vane at have roterende generalsekretariat, således at det efter fem år principielt skulle have gået til et andet kontinent. Det skyldtes Annans forgænger, den egyptiske Boutros Boutros-Ghali. Genvalget af Annan vidner om hans enorme popularitet.[kilde mangler]
Hans efterfølger fra 1. januar 2007 var Ban Ki-moon, en sydkoreansk diplomat.

### Kontroverser
I forbindelse med tildelingen af Nobels fredspris for 2001 blev Annan kritiseret for at have forholdt sig passiv i forbindelse med Folkemordet i Rwanda i 1994 og Srebrenica-massakren i 1995 . Annan blev i 2004 anklaget for at have forsøgt at dække over en ansats sexchikane mod en kvinde længere nede i FN-systemet. Senere blev han beskyldt for nepotisme i forbindelse med FN's Mad-for-olie-program i Irak, hvor Annan skulle have givet sin søn Kojo Annan en fordelagtig aftale.
Forholdet til USA, landets medier og den siddende præsident George W. Bush var anspændt de sidste år af Annans formandskab på grund af Annans modstand mod, at USA invaderede Irak uden FN-mandat.

## Erindringer
Kofi Annans erindringer I krig og fred udkom på dansk i 2013.